# Somatolophia cuyama
Somatolophia cuyama är en fjärilsart som beskrevs av Comstock 1940. Somatolophia cuyama ingår i släktet Somatolophia och familjen mätare. Inga underarter finns listade i Catalogue of Life.